# Мильников Григорій Михайлович
Мильников Григорій Михайлович (25 травня 1919 — 26 вересня 1979) — радянський військовий льотчик, двічі Герой Радянського Союзу (1945), в роки німецько-радянської війни командир авіаескадрильї 15-го гвардійського штурмового авіаційного полку (277-ма штурмова авіаційна дивізія, 1-ша повітряна армія, 3-й Білоруський фронт)

## Біографія
Народився 25 травня 1919 року в селі Єгорьжвка Землянського повіту Воронезької губернії (нині Касторенський район, Курська область). У 1936 році закінчив 7 класів школи, в 1938 році — школу ФЗУ в Воронежі.
В радянській армії з грудня 1939 року. У 1940 році закінчив Борисоглібську військову авіаційну школу льотчиків. Служив в стройових частинах ВПС (у Московському військовому окрузі).
Учасник Німецько-радянської війни: із серпня 1941 по лютий 1945 року — льотчик, командир ланки, заступник командира і командир авіаескадрильї 174-го (з березня 1942 — 15-го гвардійського штурмового авіаційного полку. Воював на Західному, Ленінградському і 3-му Білоруському фронтах. За час війни здійснив 223 бойових вильотів на штурмовику Іл-2 для завдавання ударів по живій силі і техніці противника.
У лютому 1945 року був підбитий зенітною артилерією противника, дотягнув до своєї території і здійснив вимушену посадку. Був важко поранений в голову і відправлений в госпіталь.
За мужність і героїзм, проявлені в боях, Указом Президії Верховної Ради СРСР від 23 лютого 1945 гвардії майору Мильникову Григорію Михайловичу присвоєно звання Героя Радянського Союзу з врученням ордена Леніна і медалі «Золота Зірка».
Указом Президії Верховної Ради СРСР від 19 квітня 1945 гвардії майор Мильніков Григорій Михайлович нагороджений другою медаллю «Золота Зірка».
Після війни до серпня 1945 перебував на лікуванні в госпіталі. З листопада 1945 майор Г. М. Мильніков — в запасі.
З 1948 року працював старшим інженером імпортного відділу в Головному управлінні постачання «Главрибснаб». У 1954 році закінчив Інститут народного господарства імені Г. В. Плеханова, працював економістом.
Жив у Москві. Помер 26 вересня 1979.

## Пам'ять
Бронзовий бюст Г. М. Мильникова встановлений в селі Єгорьєвка. Його ім'ям названа вулиця в Курську.